# Os Melhores do Mundo (revista em quadrinhos)
Os Melhores do Mundo é um título compartilhado por várias séries de histórias em quadrinhos da DC Comics publicadas no Brasil.

## Editora Abril
A primeira revista publicada pela Editora Abril com o título "Os Melhores do Mundo", a revista era a versão brasileira da mini-série World's Finest de Dave Gibbons Karl Kesel e Steve Rude, além de JLA, a fase da Liga da Justiça da América roteirizada por Grant Morrison. O título original é uma referência a revista World Finest Comics, a revista publicava histórias protagonizadas por Superman e Batman.

Algum tempo depois a editora usou o nome "Os Melhores do Mundo" em uma revista "mix" mensal.

## Série da Panini Comics
Os Melhores do Mundo é uma publicação mensal de histórias em quadrinhos, contendo
histórias originalmente publicadas pela editora estadunidense DC Comics, distribuídas no Brasil pela Editora Panini.
Diferente das edições americanas, que são todas publicadas individualmente, é costume no Brasil lançar as séries nos chamados "mix", contendo quatro edições originais em cada edição nacional. Atualmente, Os Melhores do Mundo abriga as séries americanas Mulher Maravilha (Wonder Woman), Íon (Ion), Flash (Flash: The Fastest Man Alive) e Supergirl e a Legião dos Super-Heróis (Supergirl and The Legion Of Super Heroes). A revista foi lançada em julho de 2007, na esteira da publicação de Crise Infinita no Brasil, com arcos de personagens diretamente modificados pelo evento.
Melhores do Mundo também foi o título usado na tradução de World Finest, primeiro arco de história da revista Superman/Batman, escrito por Jeph Loeb e desenhado por Ed McGuinness

## Série da Editora Panini

### Primeira série (2007-presente)
| Edição nacional | História 1       | História 2 | História 3                       | História 4                                   | Data de publicação |
| --------------- | ---------------- | ---------- | -------------------------------- | -------------------------------------------- | ------------------ |
| #01             | Wonder Woman #01 | Ion #01    | Flash: The Fastest Man Alive #01 | Supergirl and The Legion of Super Heroes #16 | jul 07.            |
| #02             | Wonder Woman #02 | Ion #02    | Flash: The Fastest Man Alive #02 | Supergirl and The Legion of Super Heroes #17 | ago 07             |